# Chassanha (Alt Loira)
Chassagnes és un municipi francès situat al departament de l'Alt Loira i a la regió d'Alvèrnia-Roine-Alps. L'any 2007 tenia 175 habitants.

## Demografia

### Població
El 2007 la població de fet de Chassagnes era de 175 persones. Hi havia 68 famílies de les quals 20 eren unipersonals (8 homes vivint sols i 12 dones vivint soles), 16 parelles sense fills, 28 parelles amb fills i 4 famílies monoparentals amb fills.
La població ha evolucionat segons el següent gràfic:
Habitants censats

### Habitatges
El 2007 hi havia 114 habitatges, 70 eren l'habitatge principal de la família, 35 eren segones residències i 9 estaven desocupats. 101 eren cases i 13 eren apartaments. Dels 70 habitatges principals, 57 estaven ocupats pels seus propietaris, 10 estaven llogats i ocupats pels llogaters i 3 estaven cedits a títol gratuït; 2 tenien dues cambres, 9 en tenien tres, 15 en tenien quatre i 44 en tenien cinc o més. 58 habitatges disposaven pel capbaix d'una plaça de pàrquing. A 18 habitatges hi havia un automòbil i a 38 n'hi havia dos o més.

### Piràmide de població
La piràmide de població per edats i sexe el 2009 era:
| Homes | Edats   | Dones |
| ----- | ------- | ----- |
| 0     | 95 o +  | 0     |
| 0     | 90 a 94 | 0     |
| 4     | 85 a 89 | 8     |
| 0     | 80 a 84 | 0     |
| 8     | 75 a 79 | 0     |
| 4     | 70 a 74 | 4     |
| 4     | 65 a 69 | 4     |
| 0     | 60 a 64 | 4     |
| 0     | 55 a 59 | 0     |
| 4     | 50 a 54 | 4     |
| 4     | 45 a 49 | 12    |
| 12    | 40 a 44 | 4     |
| 4     | 35 a 39 | 8     |
| 0     | 30 a 34 | 0     |
| 4     | 25 a 29 | 0     |
| 0     | 20 a 24 | 8     |
| 8     | 15 a 19 | 8     |
| 0     | 10 a 14 | 4     |
| 8     | 5 a 9   | 8     |
| 0     | 0 a 4   | 0     |

## Economia
El 2007 la població en edat de treballar era de 109 persones, 85 eren actives i 24 eren inactives. De les 85 persones actives 82 estaven ocupades (48 homes i 34 dones) i 3 estaven aturades (2 homes i 1 dona). De les 24 persones inactives 5 estaven jubilades, 10 estaven estudiant i 9 estaven classificades com a «altres inactius».

### Ingressos
El 2009 a Chassagnes hi havia 69 unitats fiscals que integraven 176,5 persones, la mediana anual d'ingressos fiscals per persona era de 13.502 €.

### Activitats econòmiques
Dels 4 establiments que hi havia el 2007, 1 era d'una empresa alimentària, 1 d'una empresa de construcció, 1 d'una empresa d'hostatgeria i restauració i 1 d'una empresa de serveis.
L'únic servei als particulars que hi havia el 2009 era un electricista.
L'any 2000 a Chassagnes hi havia 14 explotacions agrícoles que ocupaven un total de 550 hectàrees.

## Equipaments sanitaris i escolars
El 2009 hi havia una escola elemental.

## Poblacions més properes
El següent diagrama mostra les poblacions més properes.